# فورت-کولونی، کبک
فورت-کولونی (به فرانسوی: Fort-Coulonge) روستایی در منطقه شهری پونتیاک ناحیه اوتاوه در استان کبک کانادا است. در سرشماری سال ۲۰۱۱ این روستا ۱٬۶۶۱ نفر جمعیت داشته‌است و مساحت آن ۳٫۴۴ کیلومتر مربع است.